# 族誅
族誅是一種將受刑人連坐其族處以死刑，為古代东亚社會的刑罰之一。而族就是有血緣關係的親屬之合稱。此刑法亦針對以家庭為本位傳統社會，例如古時的中國。當其中一位家庭成員犯下通敵叛國、欺君犯上、密謀造反等滔天死罪時，當權者為免除後患、斬草除根就會對犯事者施行此嚴刑以鞏固自身政權。其在誅連範圍上亦設有誅三族、誅九族等區分。
而同屬儒家文化圈的朝鮮、日本和越南，亦曾使用這一種刑罰。而朝鮮制度中對「族」的定義與中國制度中的定義是幾近一樣。

## 中國
在中國歷史中，可以明确考证的“族誅之刑”始於春秋时期，但在商朝和西周可能已经有其萌芽。例如《尚书·盘庚》中提到“我乃劓殄灭之，无遗育，无俾易种于兹新邑”，这里提到的“劓殄”指的是“阉割”之刑，使其不留下后代，尽管盘庚只是对反对迁都的人士进行了恐吓而并未实施这一酷刑，但不排除当时可能已有族誅这一刑罚的雏形。在西周的禹鼎铭文中，周厉王明确下令“于（匡朕）肅慕，叀（唯）西六（師）、殷八（師）伐噩（鄂侯馭）方，勿遺（壽）幼”，从而将鄂国的男女老幼“一个不留”地全部屠杀光，将其灭族灭国。《左传·宣公四年》记载楚庄王平定了“若敖氏之乱”后，将其大多数亲属都诛灭掉，造成了“鬼犹求食，若敖氏之鬼，不其馁尔？”的状态，但还是特地赦免了若敖氏的子文的孙子箴尹克黄。《国语·晋语八》记载晋平公听从阳毕的建议对“栾氏”进行了灭族。戰國時期，韓國的申不害與秦國的商鞅將誅三族列入成文法，是最早將誅三族制度化者。秦朝时李斯被赵高夷灭三族。隋朝时“族诛”被隋文帝廢除，但被隋煬帝復行並擴至誅九族。

## 日本
《魏志倭人傳》記載有關邪馬台國的刑罰：“其犯法，輕者没其妻子，重者滅其門戸及宗族”。《日本書紀》亦有記載，雄略天皇時期的大臣下道前津屋私下詛咒天皇，天皇得知後立即派遣物部（禁軍）士兵30餘名，將前津屋及其全族70餘人盡數誅殺。可見古代日本也有類似於族誅的酷刑。

## 西方
羅馬帝國第2代皇帝提比略時期的近衛軍長官塞揚努斯，因涉嫌企圖謀殺提比略和篡奪帝位等種種罪名，被提比略下令夷滅三族，並將其全家屍體曝於相傳受到詛咒的卡比托利歐山懸崖的台階之下。在其國一百餘年後“五帝之年”的帝位爭奪內戰當中，敗者奈哲爾和阿爾比努斯也被勝者塞普蒂米烏斯·塞維魯滅族。